# アルファロメオ・ミト
ミト（MiTo）はイタリアの自動車メーカー、アルファロメオがかつて生産していた小型2ボックスのハッチバッククーペである。

## 概要
2008年6月19日にスフォルツェスコ城で発表会が行われた。車格はBセグメントに属し、市場での位置はスポーツ、プレミアム寄りである。フィアット・グランデプントとプラットフォームを共用し、開発コードはZAR 955と呼ばれていた。サスペンションは、前輪マクファーソンストラット（コイルスプリング）、後輪トーションビーム（コイルスプリング）を採用している。
エンジンはすべて直列4気筒で、本国ではガソリンは4種類すべてが16バルブの1.4 Lで、自然吸気版が2種類（1.4 DOHC 16V (78 PS）と1.4 DOHC 16V（95 PS））とマルチエア＋ターボチャージャー版が2種類（1.4 SOHC 16V MultiAir TB 135 bhp（135 PS）と1.4 SOHC 16V MultiAir TB 170 bhp（170 PS））が設定されている。ディーゼルエンジン全てSOHC 16バルブ+コモンレール+ターボで、1.3 L (1.3JTDM）と1.6 L（1.6JTDM）の2種類が用意されている。ちなみにガソリンエンジンの中で1.4 MultiAir TB 170 bhp（170 PS）は、クアドリフォリオヴェルデ（英国ではクローバーリーフという名称）にのみ搭載されている。
トランスミッションは当初マニュアルのみ（6速MTおよび5速MT）であったが、2010年にアルファロメオ初の6速乾式デュアルクラッチオートマチック（アルファTCT）が設定された。ただし、搭載されるエンジンは1.4 MultiAir TB 135 bhp（135 PS）に限られている。駆動方式は横置きフロントエンジン・前輪駆動（FF）。
この車種で特徴なのが「アルファD.N.Aシステム」であり、シフトレバー付近に配置されている上下三段階の操作スイッチを切り替えることにより、エンジンやパワーステアリング、ESPなど、関連する制御系の設定を変更することができ、スポーツ走行の「Dynamic」、市街地走行の「Normal」、雨天時などの滑りやすい路面で安全を確保する「All-weather」と、それぞれの頭文字をとって「D.N.A」と略され、ドライバーの好みや走行時の条件に合わせて3つの走行モードを選択できる。またこのシステムは、クアドリフォリオヴェルデにオプション設定されているダイナミックサスペンションとも連動しており、モードによりショックアブソーバーの減衰力を可変することができる。
車名の由来は、ミラノ (Milano) でデザインされ、トリノ (Torino) で生産されることから、それぞれの頭文字をとって「Mi.To」と名付けられた。ちなみにイタリアでは「.（ドット）」が入っているが、日本仕様には入っていない。

## 日本仕様
日本では2009年4月に発表され、同年5月より正式に発売開始となった。当初は155 PS（114 kW）を発揮する1.4 L DOHCターボチャージャー付ガソリンエンジンを搭載した1.4Tスポルト/6速MTのみが導入された。ボディカラーの設定は少なく、アルファレッド、ビアンコスピノホワイト、エトナブラックの3色。インテリアは、標準でスポーツファブリックのブラックとブラック/レッドの2種類と、オプションでフラウ社製本革シートのインテリアで、ボディカラーに応じてブラック、レッド、ナチュラルが選択可能であった。装備は、安全装備を中心にサイドエアバッグやカーテンシールドエアバッグ、VDCなどが標準装備されていたほか、フロントブレーキにはブレンボ社製の4ポットキャリパー仕様が装備された。反面、リアシートは4人乗り仕様のためセンターヘッドレストが装備されていなかったほか、エアコンがマニュアル仕様だったり、ドアミラーが電動格納式でなかったりするなど日本仕様にしてはユーティリティに劣る内容も見受けられた。
イモラリミテッド
2009年秋に限定発売された1.4Tスポルトをベースとした限定車。150台限定。ボディカラーには専用色のイモライエローを採用。専用の18インチアルミホイール、本革シート、クローム調のヘッドランプ&テールランプベゼル&ドアミラーカバーとイモラリミテッド専用のシリアルプレートなどが装備された。
クアドリフォリオヴェルデ
2010年7月に販売開始。1.4 MultiAir TB 170 bhp（170 PS）+ 6速MTを搭載した。GTA企画とも言われており、ミト最強のスポーツバージョンとして設定されている。本車には本国でオプション設定扱いになる18インチホイールや電子制御式ダイナミックサスペンション、ポルトローナフラウ社製の本革シート、BOSEサウンドシステムを標準装備した他、右ハンドルと左ハンドルが両方とも設定されている。エンジンは後ほど追加設定される「スプリント」と「コンペティツィオーネ」と同じマルチエアエンジンであり、スタート&ストップ機能も装備されている。出力の違いは、主にコンピューターの設定と排気系の違いによるものである。
アルファTCT+マルチエア
2010年10月に発表、同年12月に発売。1.4 MultiAir TB 135 bhp（135 PS）エンジンに、6速乾式デュアルクラッチオートマチック（アルファTCT）を搭載した。
1.4Tスポーツよりエンジンの出力は15 psほど低く抑えられているが、マルチエアエンジンによりレスポンスが向上し、街中での走行性は高められている。アルファ初のデュアルクラッチ式ミッションはセレスピードよりも変速ショックが抑えられており、トルコンATなみのスムースな走りとなっている。クアドリフォリオヴェルデ同様、マルチエアエンジン搭載車にはスタート&ストップ機能が装備され、信号待ちなどのアイドリング時にエンジンを自動的ストップさせることができる。
装備は、1.4Tスポーツに比べ様々な装備が追加されて5人乗り仕様となり、リアシートにセンターヘッドレストが追加されるとともに6:4分割仕様に変更されたほか、エアコンがオート化されたり、電動格納ドアミラーが装備されることとなった。また、上級仕様のコンペティツィオーネには17インチホイールとパドルシフトが装備され、オプションでBOSEサウンドシステムが用意されている。
なお、この「スプリント」と「コンペティツィオーネ」の販売を機に、初期モデルの1.4Tスポーツの販売は終了した。

## MiTo GTA

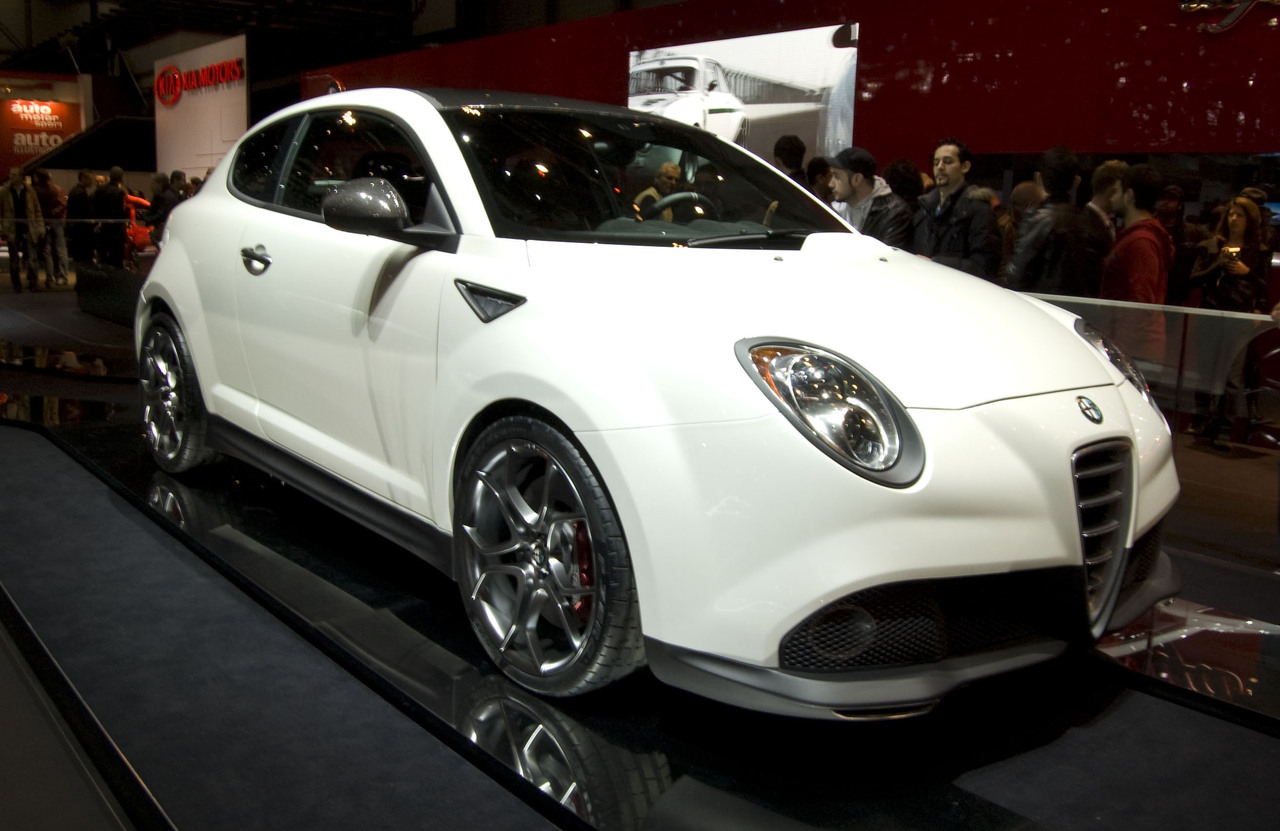
MiTo GTA Concept

2009年のジュネーブショーに、アルファロメオ伝統の「GTA」の名を冠した、MiTo GTA コンセプトが出品された。
乗車定員はフロントバケットシートのみの2名で、各部は相応に補強されているが、CFRPやアルミ部品の使用により、重量増は最小限に抑えられている。標準車に対して車高が20 mm下げられ、スカイフック制御を行うアクティブサスペンションが装備される。
排気量は往年のジュリアシリーズを髣髴とさせる1,742 cc、最大出力は240 PS (177 kW)、0-100 km/hの加速は5秒台、最高速度は250 km/hと発表されている。